# Sun Radio Ibiza
Sun Radio Ibiza war ein deutschsprachiger Radiosender für Ibiza und Formentera. Das Studio von Sun Radio Ibiza wurde im Jahr 2001 als Nachfolger von Ibiza Life Radio gegründet und befand sich in den Räumen des Onda Cero Radio welches zu 100 % der spanischen Telefónica Gruppe gehört. Das Programm von Sun Radio Ibiza war auf der FM-Frequenz 91,7 MHz in Ibiza und Formentera zu hören sowie im Internet weltweit.

## Geschichte
Der Initiator von Sun Radio Ibiza war Jürgen „Yuma“ Schumm, ein typischer Vertreter der 1960er/70er-Jahre Ibiza-Hippie-Generation, der bereits für Ibiza Life Radio gearbeitet hatte. Von Montag bis Freitag wurde anfänglich in der Zeit von 14 bis 16 Uhr, später von 14 bis 15 Uhr ein Programm in deutscher Sprache – aber auch mit internationalen Gästen – gesendet. Im Studio befand sich seit 1999 eine Webcam, die als eine der ersten Studiocams in Europa Aufnahmen live ins Internet übertrug.
Jürgen „Yuma“ Schumm verstarb im Dezember 2004. Zuvor verließen der DJ David Moreno (Ende 2003 Wechsel zu Ultima Hora Radio Ibiza seit 2006 bei „Ibiza Global Radio“) und der Moderator Max Schlotzhauer (Herbst 2004) den Sender. Die Sendungen von Sun Radio Ibiza wurden im Mai 2005 vorläufig eingestellt.

## Aktivitäten
Im Sommer 2006 wurde der Programmbetrieb in verkürzter Form wieder aufgenommen. Aufgrund der mittlerweile vereinfachten technischen Möglichkeiten, werden Sendungen von Sun Radio Ibiza vor allem im Winter nicht nur auf Ibiza produziert, sondern europaweit am jeweiligen Standort der Zielgruppe.
Es ist geplant, im gesamten Winter 2008/2009 ein lokales Studio in Berlin zu errichten, da der Musikstandort Berlin dem Standort Ibiza sehr ähnlich ist.
Als Chefredakteur von Sun Radio Ibiza ist seit 2006 Max Schlotzhauer wieder tätig.